# Globularia linifolia
Globularia linifolia är en grobladsväxtart. Globularia linifolia ingår i släktet bergskrabbor, och familjen grobladsväxter.

## Underarter
Arten delas in i följande underarter:
- G. l. hispanica
- G. l. linifolia